# Добріє
Добріє (словен. Dobrije) — поселення в общині Равне-на-Корошкем, Регіон Корошка, Словенія. Висота над рівнем моря: 372,7 м.